# الساس (کالیفرنیا)
الساس، کالیفرنیا (به انگلیسی: Alsace, California) یک محدوده ثبت‌نشده در ایالات متحده آمریکا است که در شهرستان لس آنجلس ایالت کالیفرنیا واقع شده‌است.

## خصوصیات
الساس ۵ متر بالاتر از سطح دریا واقع شده‌است.